# Dianiska Dániel
Dianiska Dániel (Tiszolc, 1801. december 20. – Batizfalva, 1863. február 1.) evangélikus lelkész, költő.

## Élete
Régi lelkészcsalád ivadéka volt. Sajógömörön, Késmárkon és Eperjesen tanult, majd nevelő volt Berzétén Máriássy András császári és királyi kamarás fiainál, Albertnél, Andornál (később császári és királyi tábornok) és Gyulánál. Az 1828–1829. években a Jénai Egyetemen tanult. Azután mint tanító és segédlelkész működött Tiszolcon, mint lelkész Nagyszlaboson Gömör megyében és Batizfalván Szepes megyében.

## Művei
Írt egyházi énekeket, latin, német, magyar és szlovák verseket, valamint egy szlovák nyelvű földrajzot versekben, a keresztény egyház általános történetét, az egyházi rendezet történetét az egyes századokban, szintén szlovák nyelven, melyek kéziratban maradtak.